# Lunette della Cappella Sistina
Le lunette della Cappella Sistina sono una serie di affreschi di Michelangelo Buonarroti, databili al 1508-1512. Esse coronano le pareti della cappella, a ridosso della volta. Pur non facendone fisicamente parte, esse sono in genere assimilate alla volta negli studi, poiché facenti parte del medesimo programma iconografico e della stessa fase esecutiva. Poste al di sopra degli archi delle finestre, sono oggi quattordici, dopo che due di esse, sulla parete dell'altare, vennero distrutte dallo stesso Michelangelo nel 1537 per fare spazio al Giudizio Universale. Sono dedicate alle quaranta generazioni degli Antenati di Cristo, riprese dal Vangelo secondo Matteo.

## Storia
Non si conosce se le lunette fossero state originariamente decorate, magari con anche partiture geometriche, nella prima campagna di affreschi alla cappella (1481-1482).

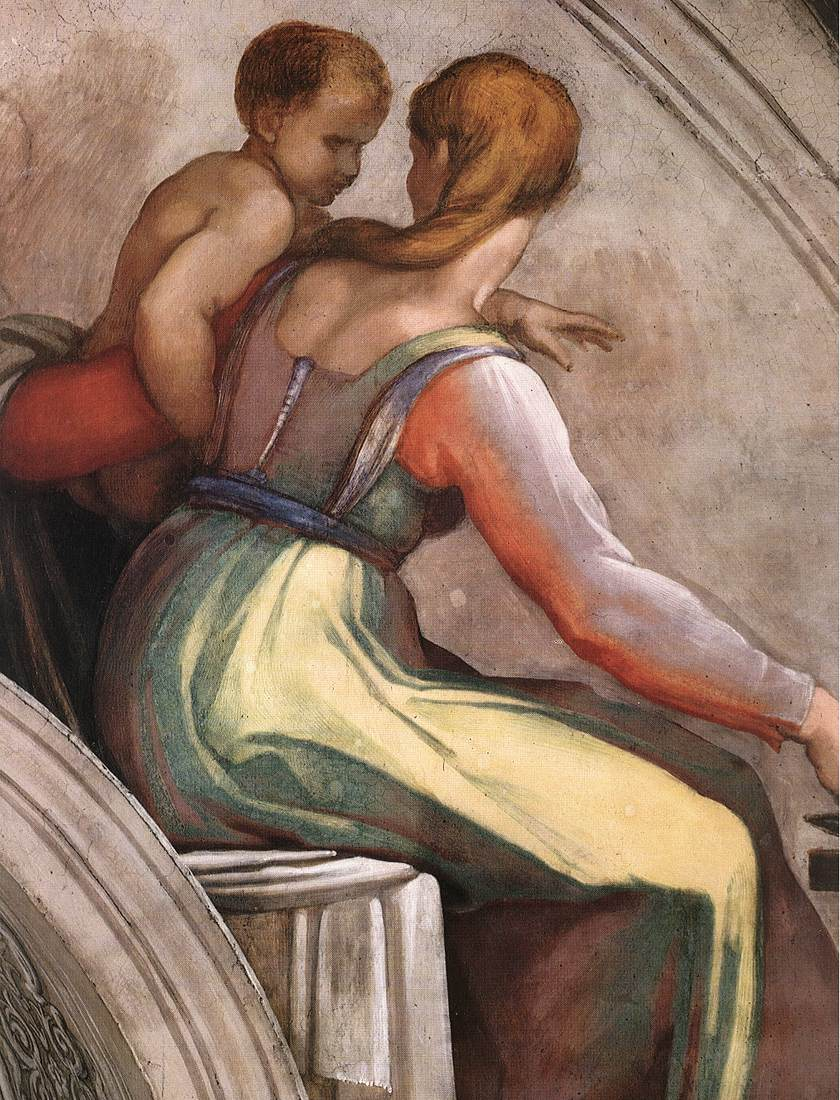
Achim ed Eliud (dettaglio)

La ricostruzione di Charles de Tolnay secondo cui le lunette vennero tutte affrescate tra l'ottobre 1511 e l'ottobre 1512 con un ponteggio speciale appositamente costruito, contrastante con le fonti antiche e già respinta da Wilde (1978), è ormai stata sorpassata da studi più approfonditi (Mancinelli) sul tipo di impalcatura usata ed utilizzata dall'artista. Essa era una struttura pensile a gradoni, poggiante su sei coppie di capriate, che permetteva di lavorare su un'intera campata, dai riquadri centrali, a vele, pennacchi e lunette, mentre nello spazio sottostante potevano svolgersi le funzioni pubbliche. Quindi anche le lunette vennero dipinte man mano che si procedeva, dalle parti più vicine alla porta d'ingresso verso l'altare, anzi esse permettevano in un certo senso all'artista di riposarsi dopo la faticosa pittura a testa in su della volta.
Tale impostazione è confermata anche dagli studi preparatori del "Taccuino di Oxford", che mostra schizzi solo di lunette della seconda parte della cappella, quindi relativi alla fase dopo il 1511.
Annerite dal tempo, dal nerofumo e dai restauri impropri, giudicate ingiustamente "tenebrose" e sottostimate rispetto ai più celebri affreschi della volta, le lunette, come gli altri affreschi michelangioleschi, hanno beneficiato della campagna di restauro conclusa nel 1986, venendo infine riscoperte come una delle pagine più avanzate e originali dell'intera impresa.
Gli stupefacenti risultati del restauro, che riscoprirono lo splendore cromatico degli affreschi, alimentò per qualche tempo polemiche poi definite ingiustificate, soprattutto in seguito alla fine della pulitura dell'intera volta nel 1994.

## Tecnica

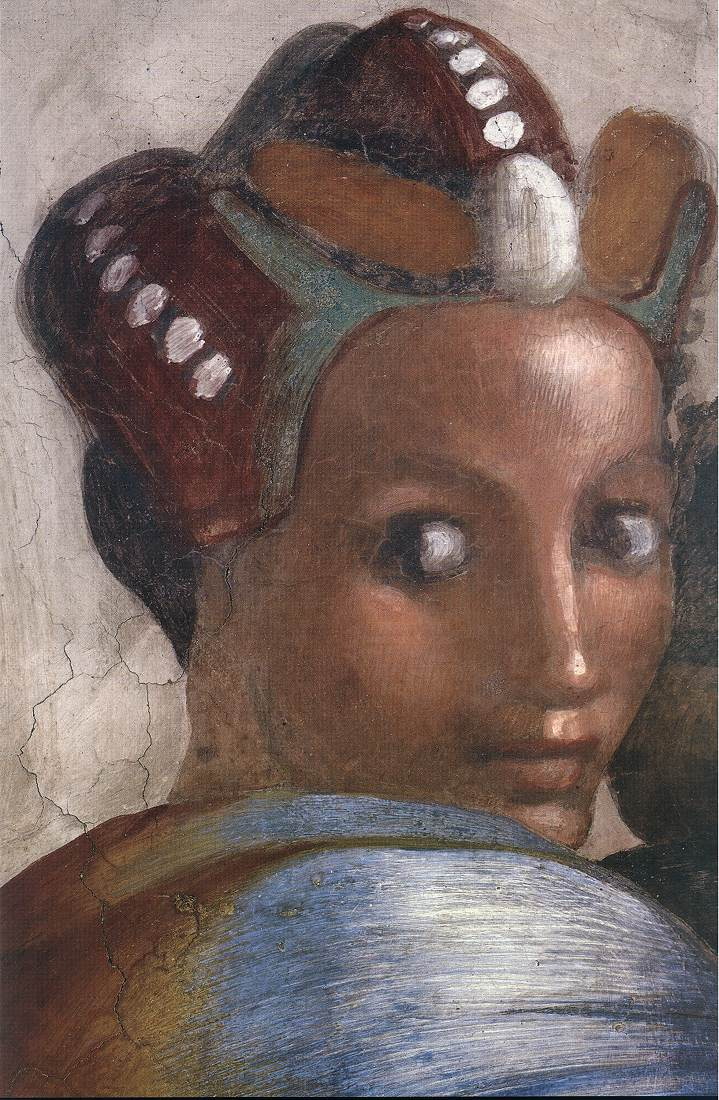
Giacobbe e Giuseppe (dettaglio)

Le lunette vennero portate a compimento in tempi brevissimi, in media con appena tre "giornate" ciascuna e senza l'uso del cartone. Solo le targhe centrali, che dovevano essere perfettamente centrate e assiali, richiesero l'uso di strumenti come il regolo e il filo a piombo e un'incisione guida sull'intonaco.
Le grandi figure, di dimensioni circa il doppio del naturale, vennero delineate in maniera sommaria direttamente sull'arriccio, a partire da studi preparatori, di cui si conoscono però solo piccoli schizzi: è probabile che l'artista usasse anche disegni intermedi più grandi, ma non necessariamente.
Il colore ha una funzione anche strutturale, definendo i volumi, il risalto plastico delle figure e i valori spaziali. La stesura è spesso altamente liquida, quasi senza spessore, con un ricorso a colori puri che tramite velature successive arrivavano ai mezzitoni. Molto esteso è il ricorso a effetti cangianti, che però non hanno un valore decorativo come nella tradizione precedente (ad esempio nelle stesse figure dei Pontefici sottostanti), ma piuttosto aiutano a meglio definire i piani di luce e i volumi, aumentando sensibilmente la leggibilità dell'immagine, soprattutto in condizioni di semioscurità e di controluce in cui spesso le lunette si trovano, essendo situate sopra le finestre.
I pennelli usati sono di diversa larghezza e durezza, permettendo un modellato delle figure del tutto simile alla tecnica scultorea: l'alternarsi di pennellate più fluide ad altre più dense e fitte, talvolta incrociate, rendeva diverso il trattamento delle figure dello sfondo, abbozzate più rapidamente, da quelle particolareggiate e nitide in primo piano, con un procedimento che ricorda gli effetti di "non-finito" in opere marmoree come il Tondo Pitti (1503-1505 circa) o il Tondo Taddei (1505-1506 circa).
Le ultime lunette, quando vicino alla conclusione incalzava la fretta di papa Giulio II, vennero eseguite in tempi ancora più rapidi, semplificando la forma delle targhe e con una maggiore coincisione formale.

## Descrizione

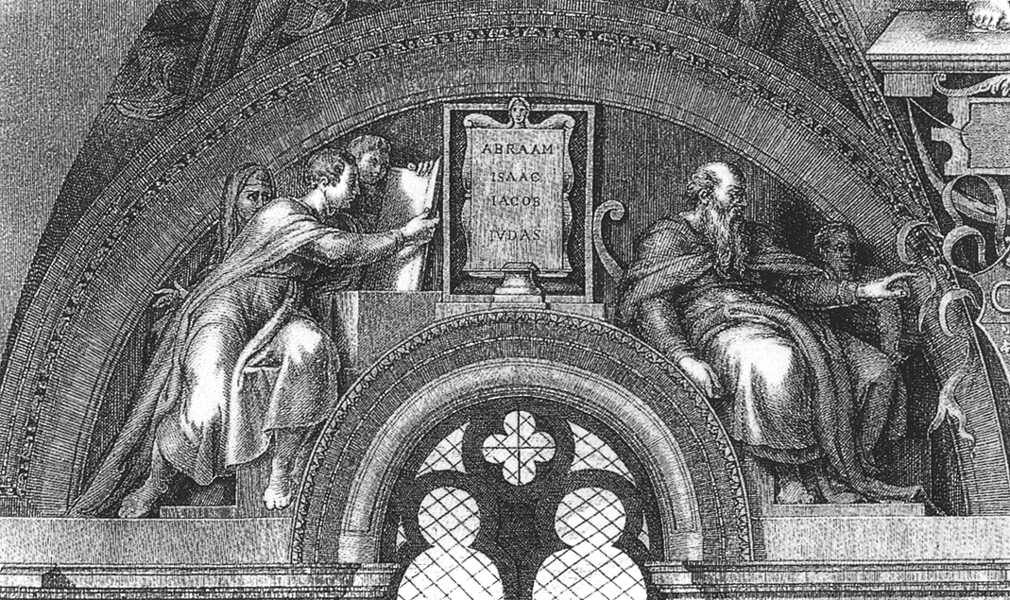
Abramo, Isacco, Giacobbe, Giuda, perduta (incisione di Adamo Ghissi)

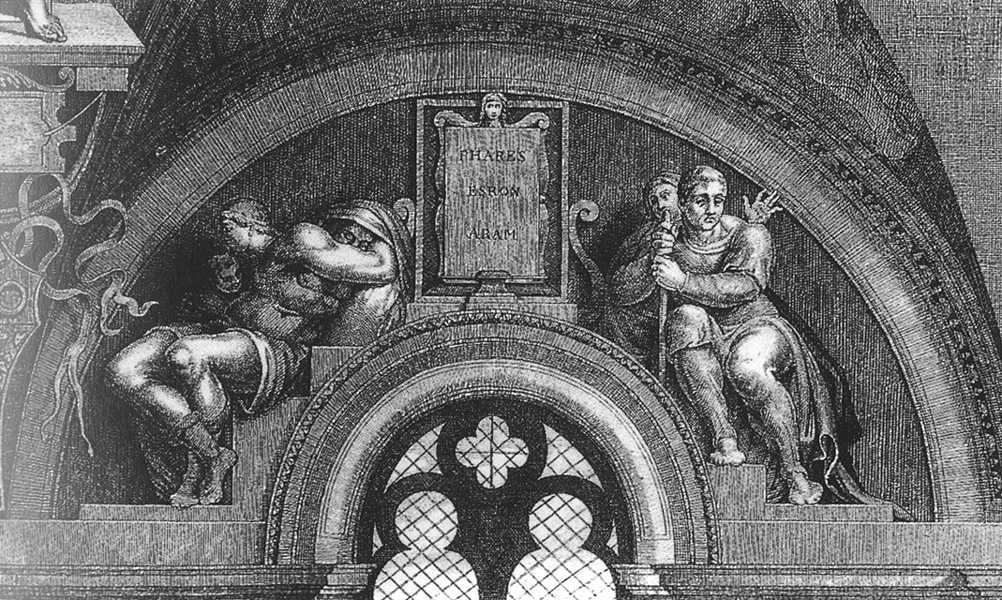
Fares, Esrom e Aram, perduta (incisione di Adamo Ghissi)

Le lunette costituiscono la parte terminale delle pareti della cappella, oltre la cornice marcapiano che delimita in alto le nicchie coi pontefici, affrescate nel corso della prima decorazione quattrocentesca. Esse presentano una vasta superficie semicircolare (circa 3,40x6,50 metri), resa concava, in basso al centro, dagli archi delle finestre, che nella parete della porta di ingresso sono semplicemente dipinte. I lati confinano coi peducci sotto i troni del veggenti (Profeti e Sibille), mentre il profilo superiore è in comune con le vele triangolari sui lati maggiori o con i pennacchi agli angoli e sui lati minori.
Nel sistema iconografico della volta, esse rappresentano le generazioni degli Antenati di Cristo, tema condiviso anche dalle vele. Esse si basano sulla genealogia di Cristo in apertura al Vangelo secondo Matteo, a cui si ispirava anche un mottetto di Josquin Desprez, il Liber Generationis Iesu Christi, contenuto in un corale della Cappella al tempo di Giulio II, che fece probabilmente da fonte diretta.
Ciascuna lunetta è bipartita in un lato sinistro e uno destro, con al centro una targa coi nomi degli antenati scritti in maiuscolo latino, racchiusa entro una cornice bronzea dipinta (con una base, semibalaustri laterali e una testina femminile anticheggiante sulla sommità) e posta sullo sfondo di una finta lastra scura rettangolare con bordo verde chiaro. I lati sono occupati da figure sedute, per lo più di profilo e contrapposte simmetricamente, che ben si adattano alla forma dello spazio disponibile. In assenza di attributi iconografici e di precedenti figurativi l'identificazione dei vari personaggi è molto ardua e pare che comunque a Michelangelo interessasse molto poco: il messaggio era affidato al complesso più che ai singoli personaggi.
Anche le lunette, come le scene quattrocentesche e la serie dei papi, vanno lette dalla parete dell'altare allontanandosi, alternatamente a destra e a sinistra, fino alla parete di fondo in cui si trovano gli ultimi antenati. La prima lunetta era quindi quella a sinistra della parte dell'altare, poi quella a destra (queste ultime oggi distrutte) e quella accanto sulla parete maggiore; segue la lunetta sulla parete opposta e poi di nuovo nella parete precedente e così via, almeno fino a quasi la metà dove le lunette VI e VII sono affiancate, spezzando il ritmo e permettendo che l'ultima lunetta, sulla parete dell'ingresso, cadesse davanti alla prima. La rottura del ritmo proprio in quel punto è probabilmente legata al momento della deportazione degli ebrei a Babilonia.

## Stile

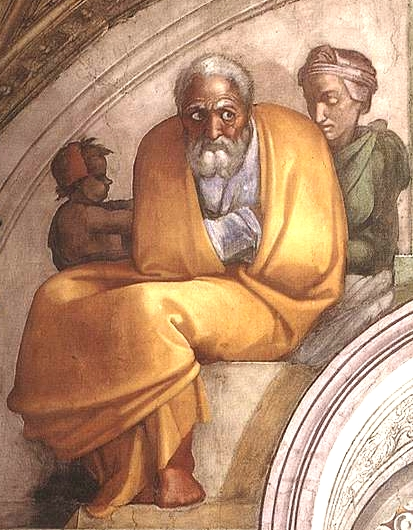
Giacobbe e Giuseppe (dettaglio)

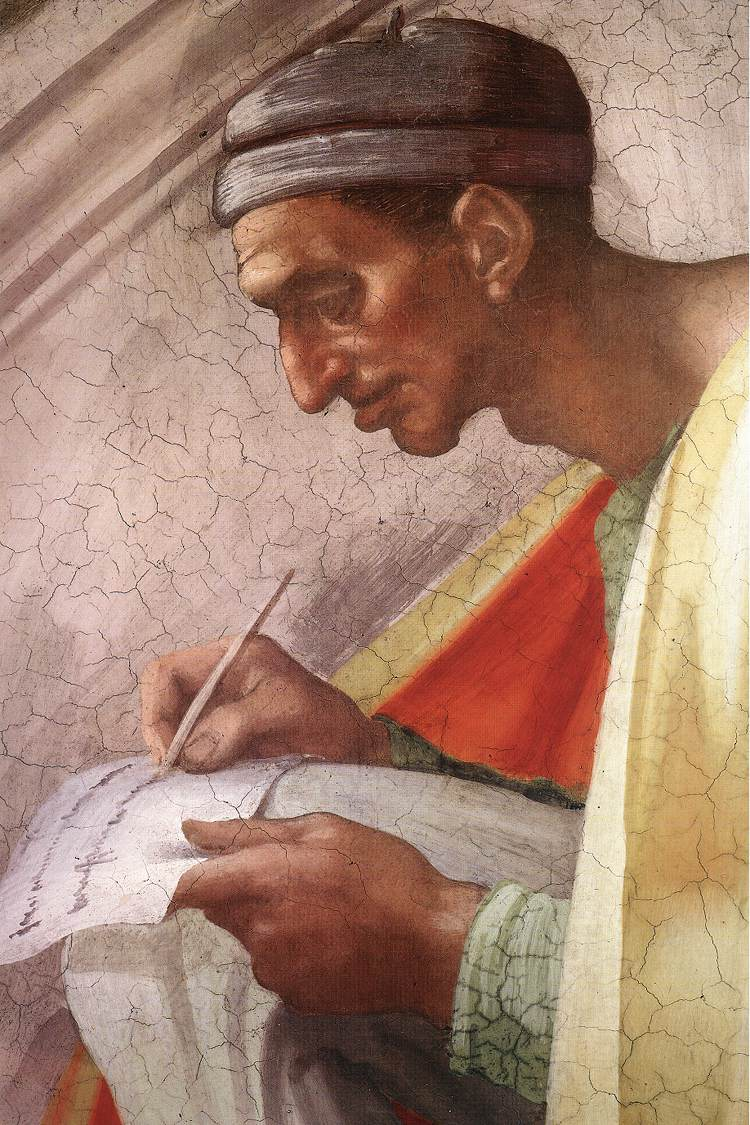
Asaf, Giosafat e Ioram (dettaglio)

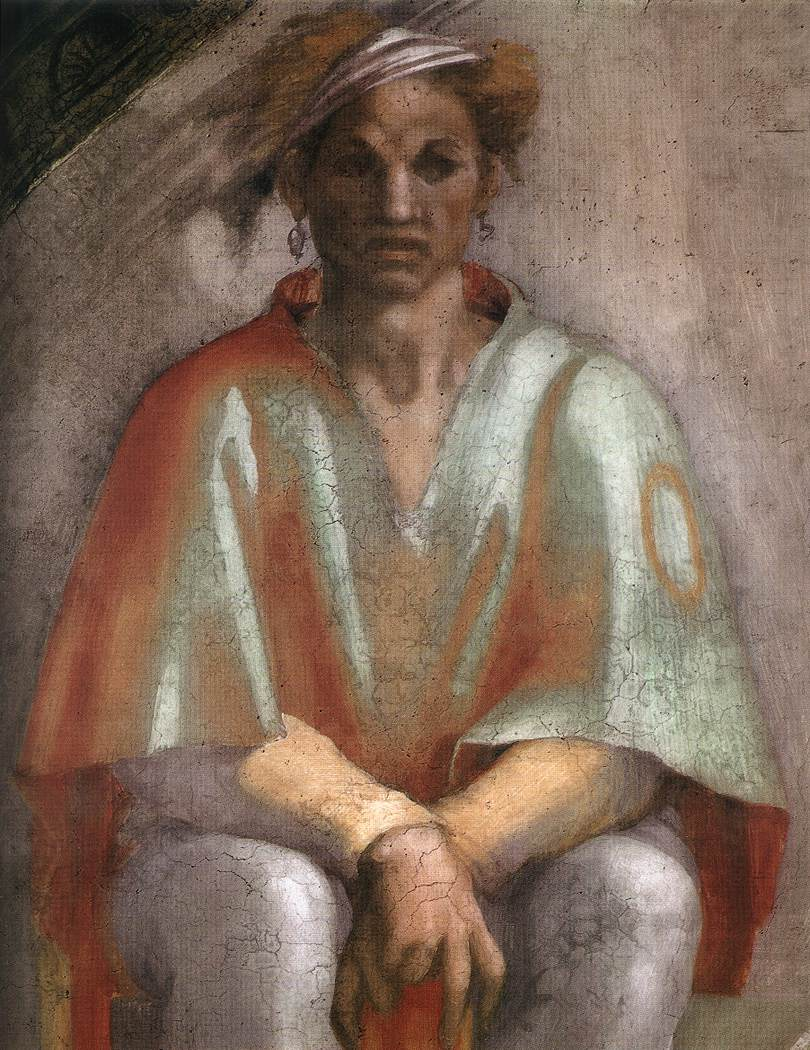
Aminadab (dettaglio)

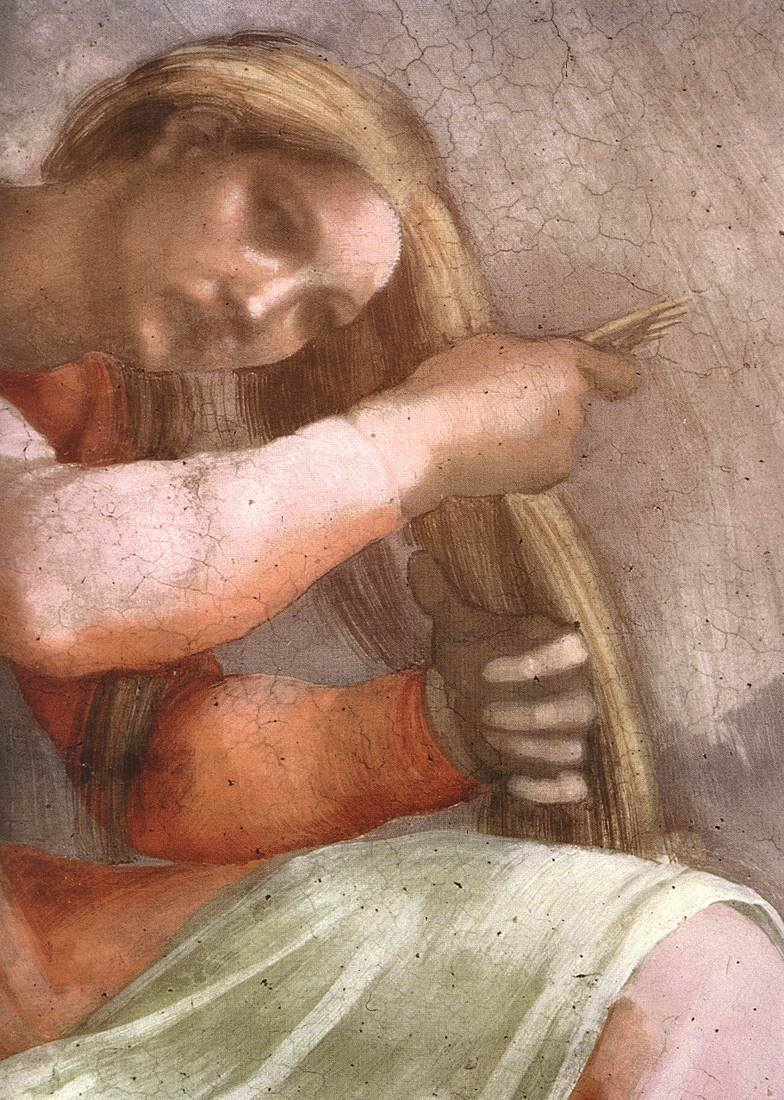
Aminadab (dettaglio)

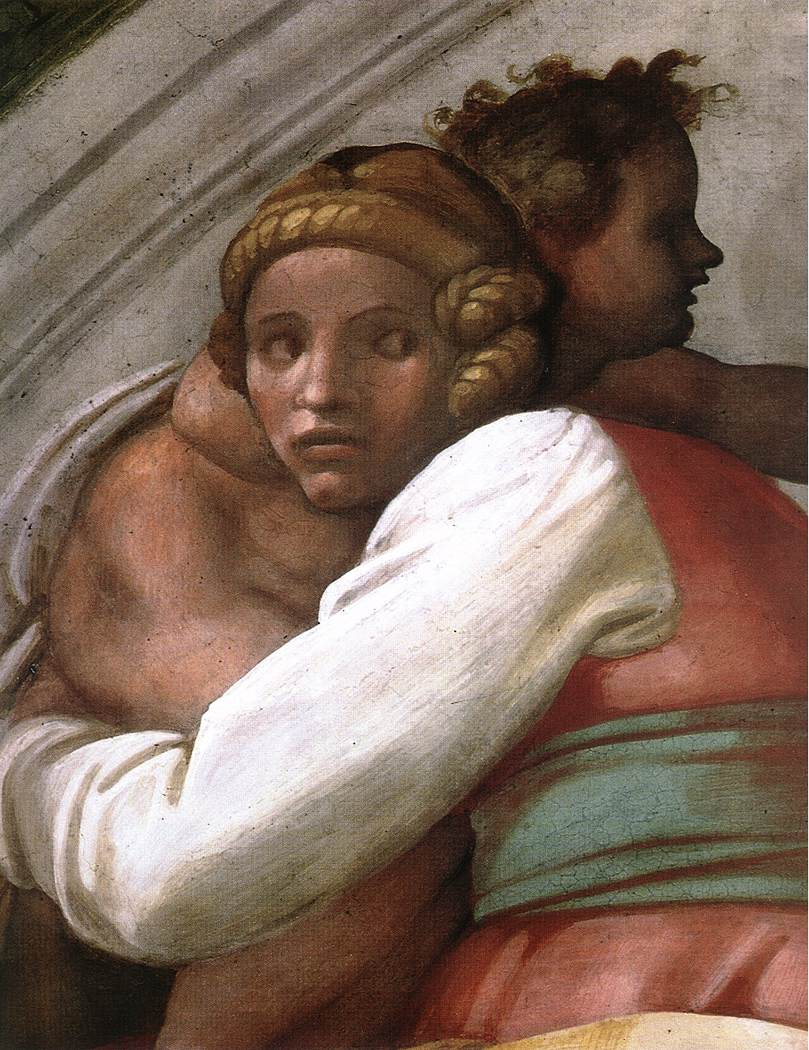
Giosia, Ieconia e Salatiel (dettaglio)

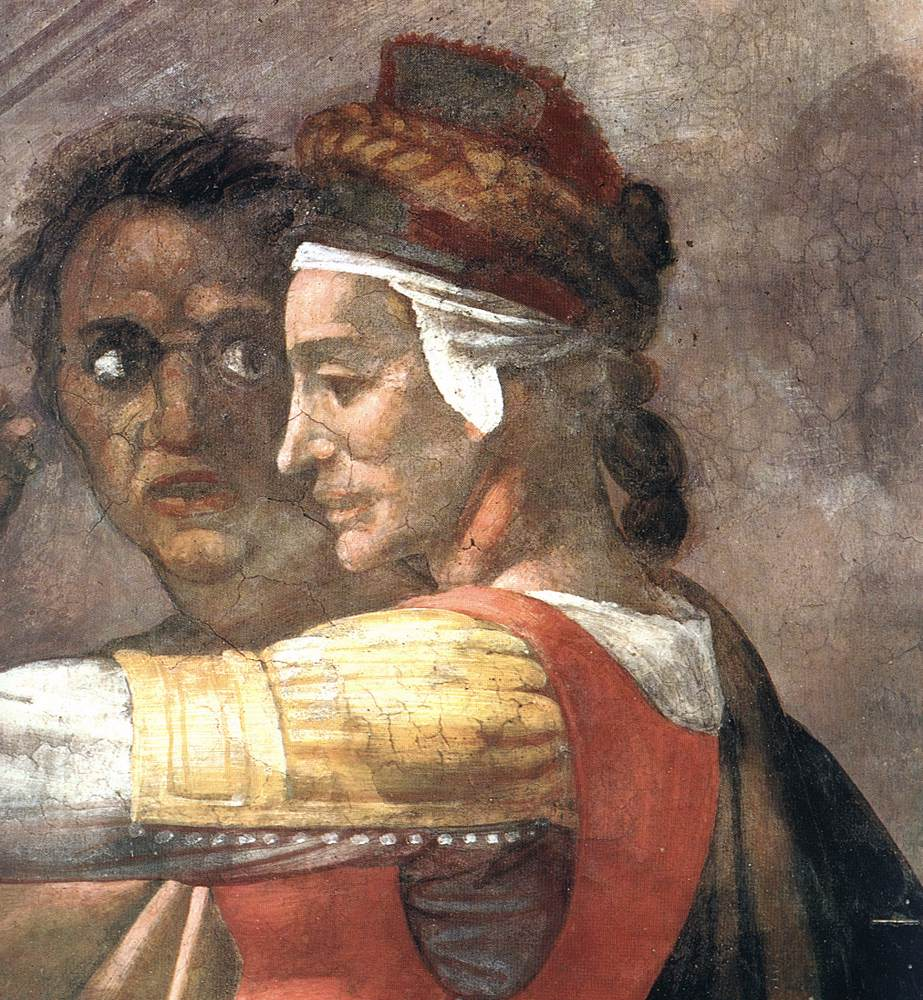
Eleazar e Mattan (dettaglio)

Straordinaria è la differenziazione dei tipi umani, le variazioni su alcuni temi (come la maternità e la meditazione) e la ricchezza di soluzioni compositive, che Vasari descrisse in questi termini: «Troppo lungo sarebbe a dichiarare le tante belle fantasie d'atti diferenti dove tutta è la geonologia d'i padri cominciando da' figliuoli di Noè per mostrare la Generazione di Gesù Cristo. Nelle qual figure non si può dire la diversità delle cose, come panni, arie di teste et infinità di capricci straordinari e nuovi e bellissimamente considerati; dove non è cosa che con ingegno non sia messa in atto; e tutte le figure che vi sono son di scorti bellissimi et artifiziosi, et ogni cosa che si ammira è lodatissima e divina».
Le figure delle lunette mostrano una straordinaria galleria di personaggi, sempre variati nella posa, nella tipologia e nei caratteri psicologici, che pescano in una moltitudine di espressioni: per le figure maschili riflessione, preoccupazione, malinconia se non angoscia; per quelle femminili grazia o gravitas matura, fino alla profonda tenerezza dei rapporti madre-figlio.

### Elenco
1. Eleazar e Mattan
2. Giacobbe e Giuseppe
3. Achim ed Eliud
4. Azor e Sadoc
5. Zorobabele, Abiud ed Eliachim
6. Giosia, Ieconia e Salatiel
7. Ezechia, Manasse e Amon
8. Ozia, Ioatam e Acaz
9. Asaf, Giosafat e Ioram
10. Roboamo e Abia
11. Iesse, Davide e Salomone
12. Salmòn, Booz e Obed
13. Naasson
14. Aminadab
15. Abramo, Isacco, Giacobbe, Giuda (perduta)
16. Fares, Esrom e Aram (perduta)

## Galleria d'immagini

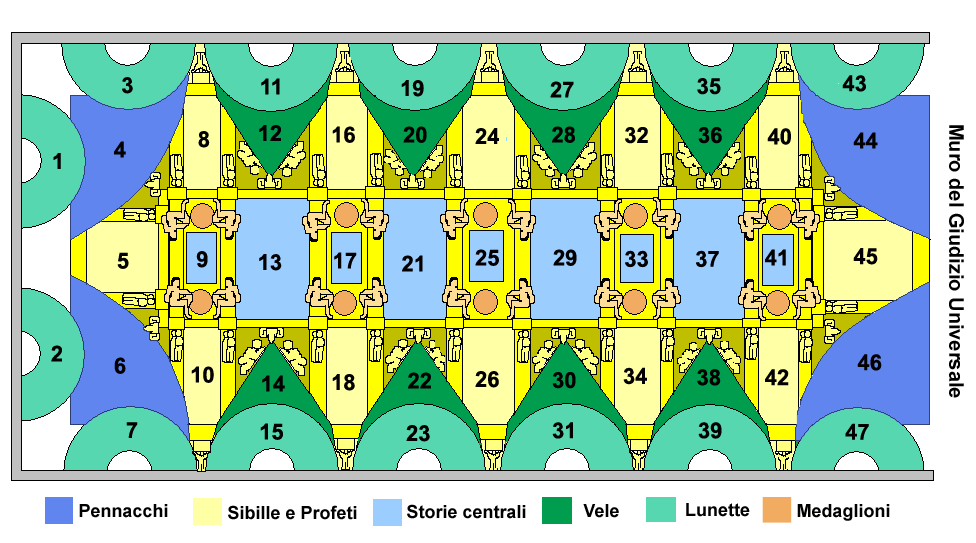
Schema della volta della Cappella Sistina con i numeri di riferimento
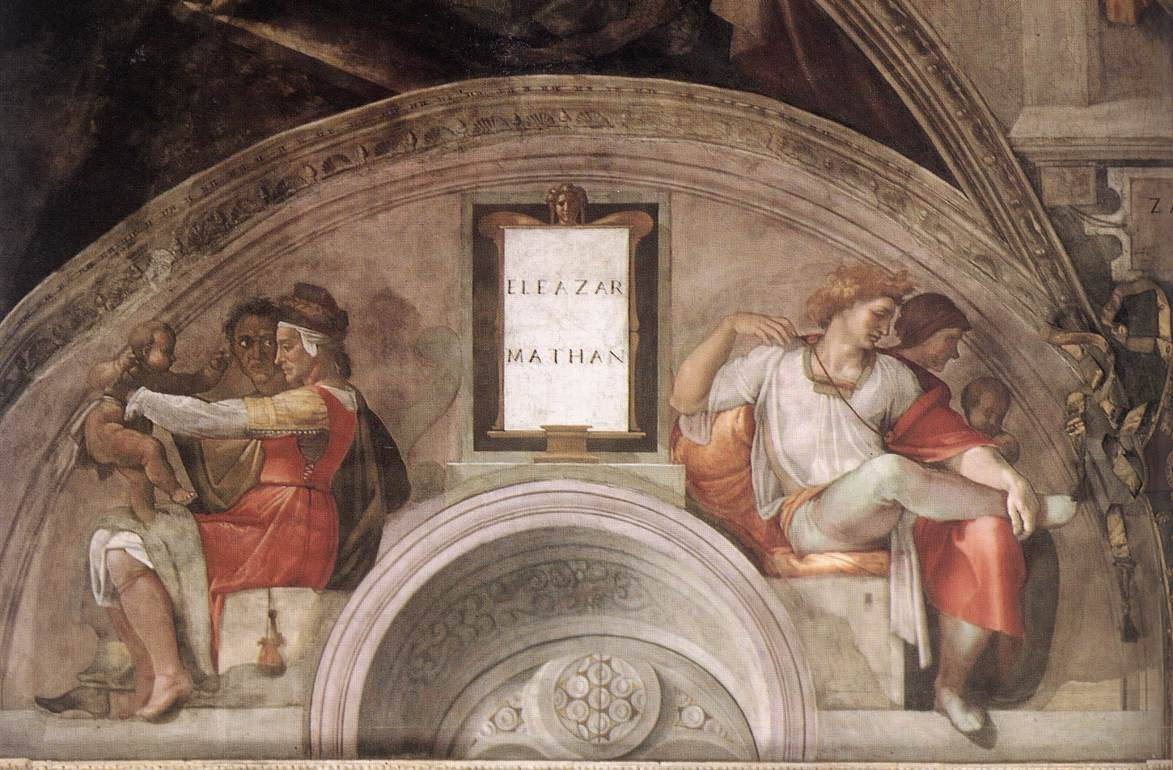
Eleazar e Mattan
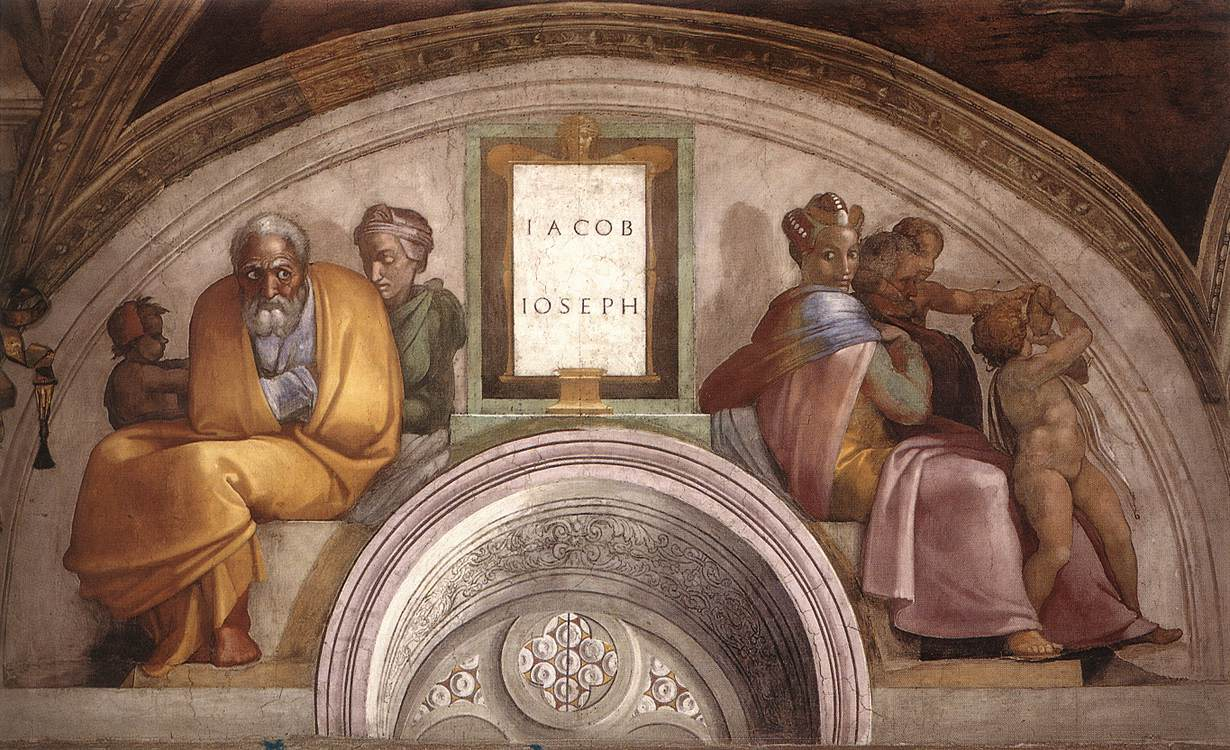
Giacobbe e Giuseppe
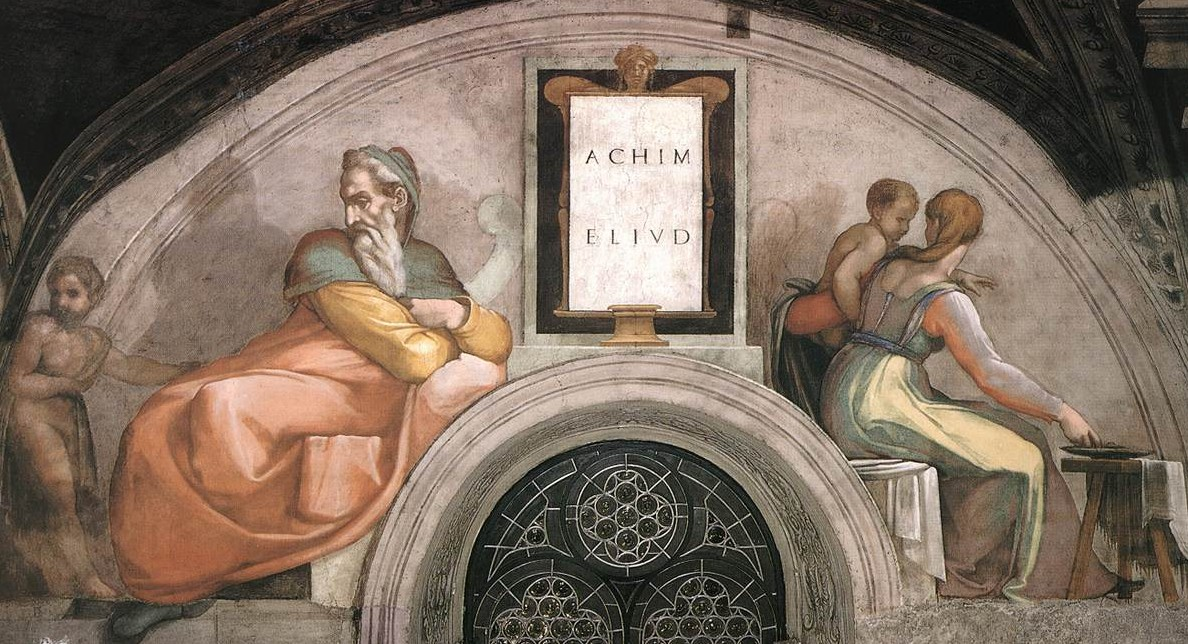
Achim ed Eliud
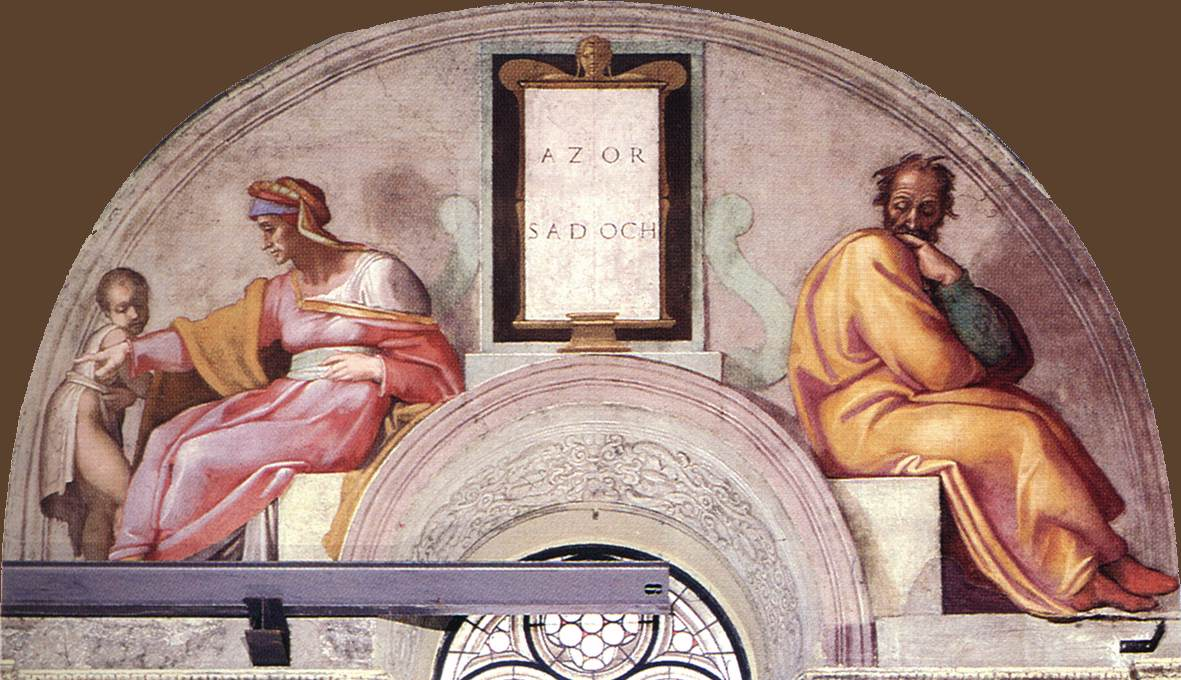
Azor e Sadoc
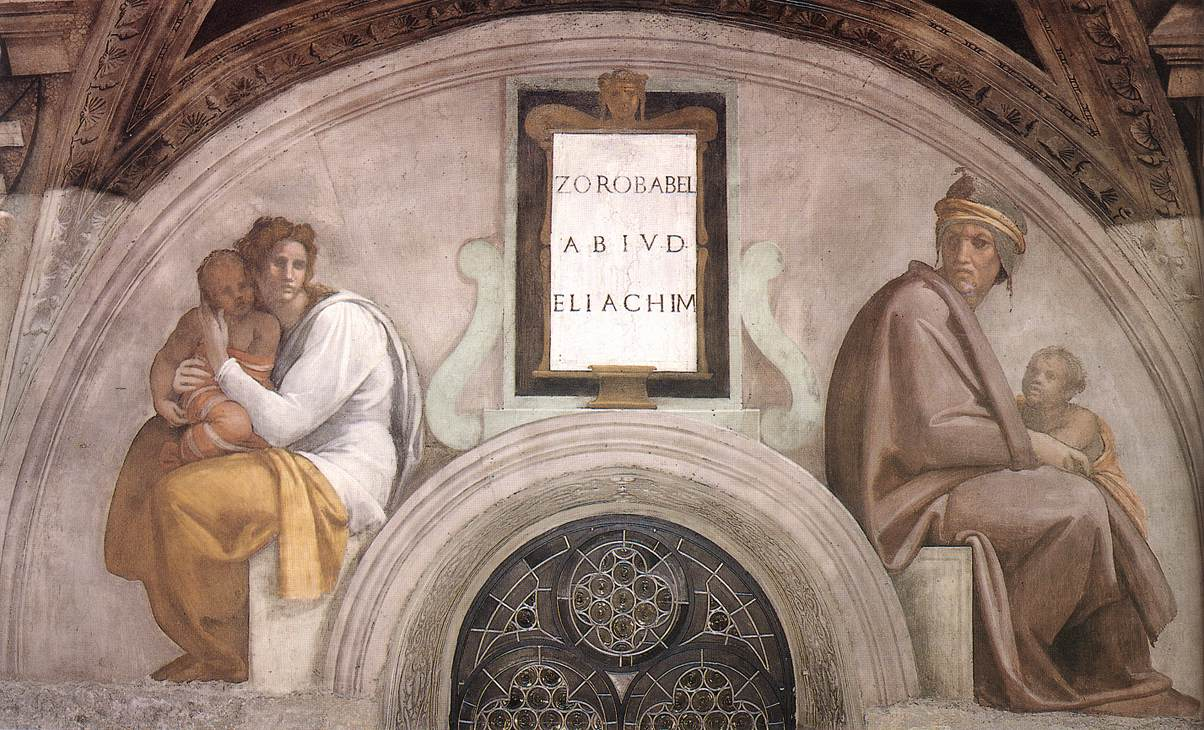
Zorobabele, Abiud ed Eliachim
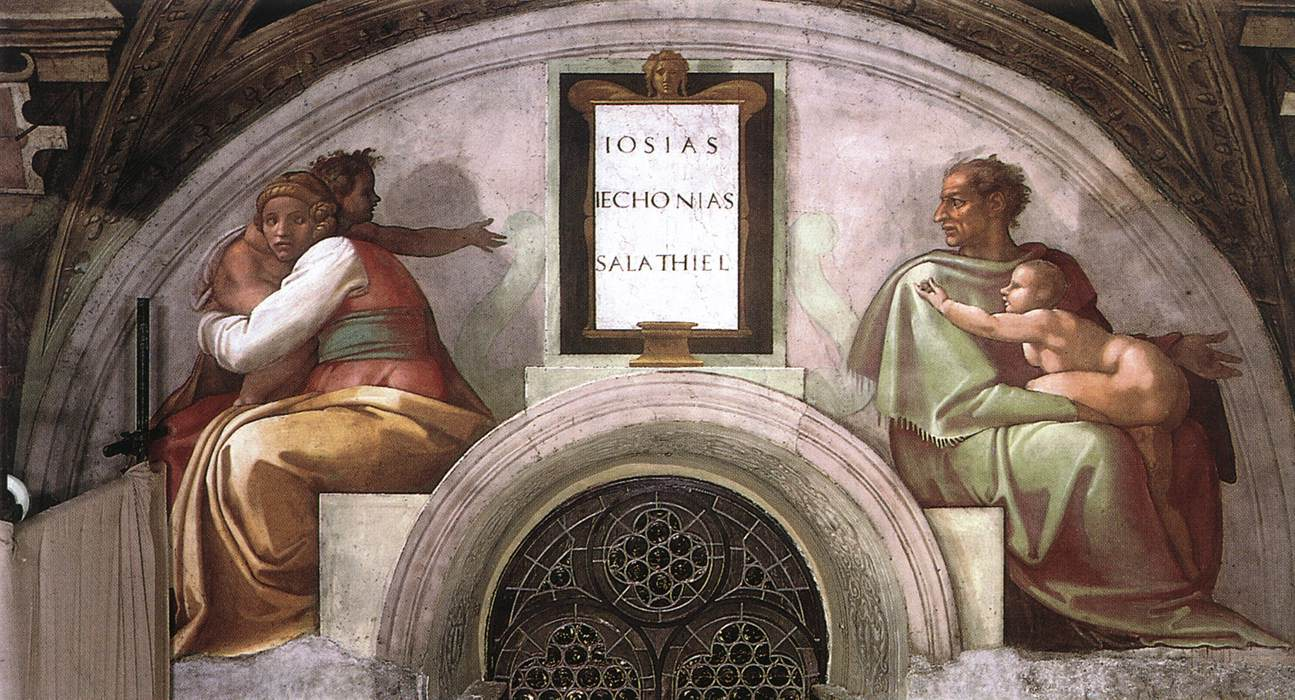
Giosia, Ieconia e Salatiel
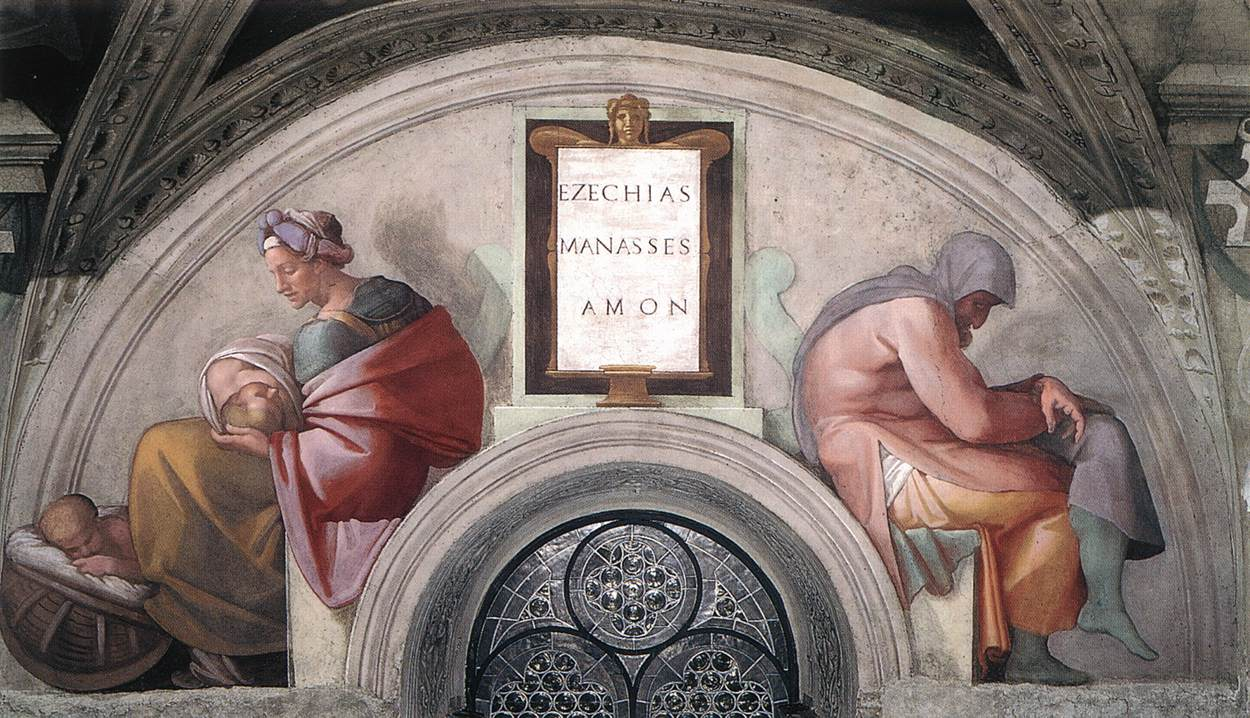
Ezechia, Manasse e Amon
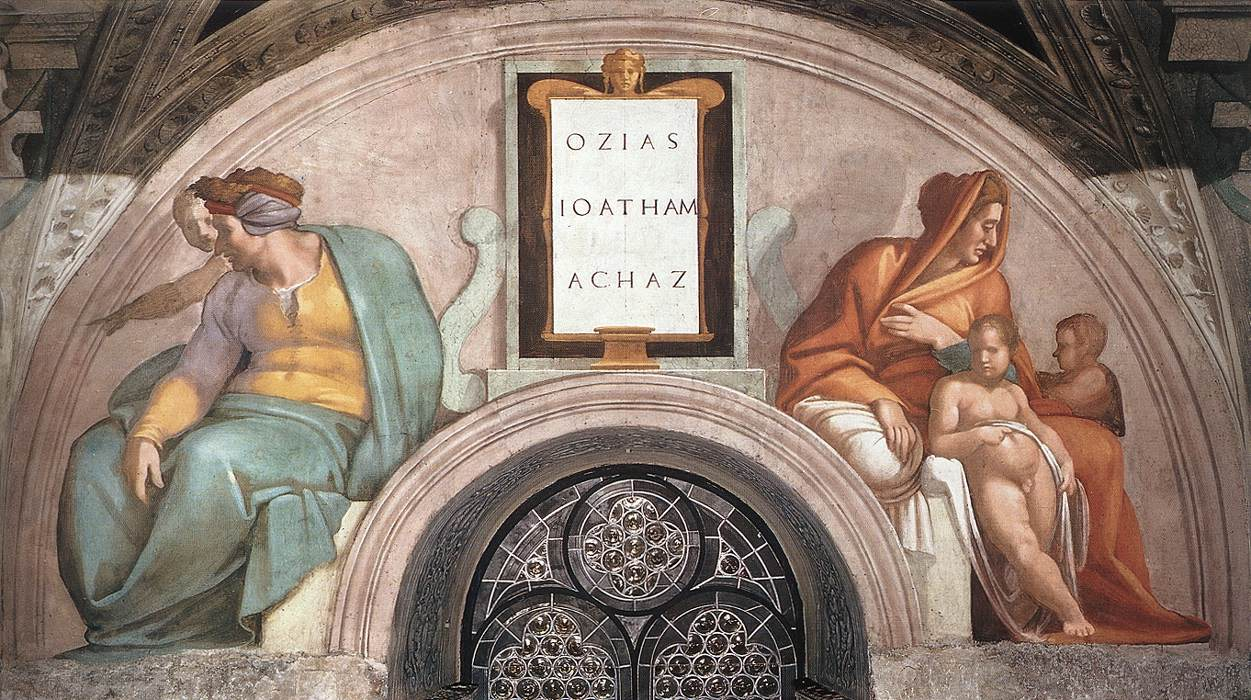
Ozia, Ioatam e Acaz
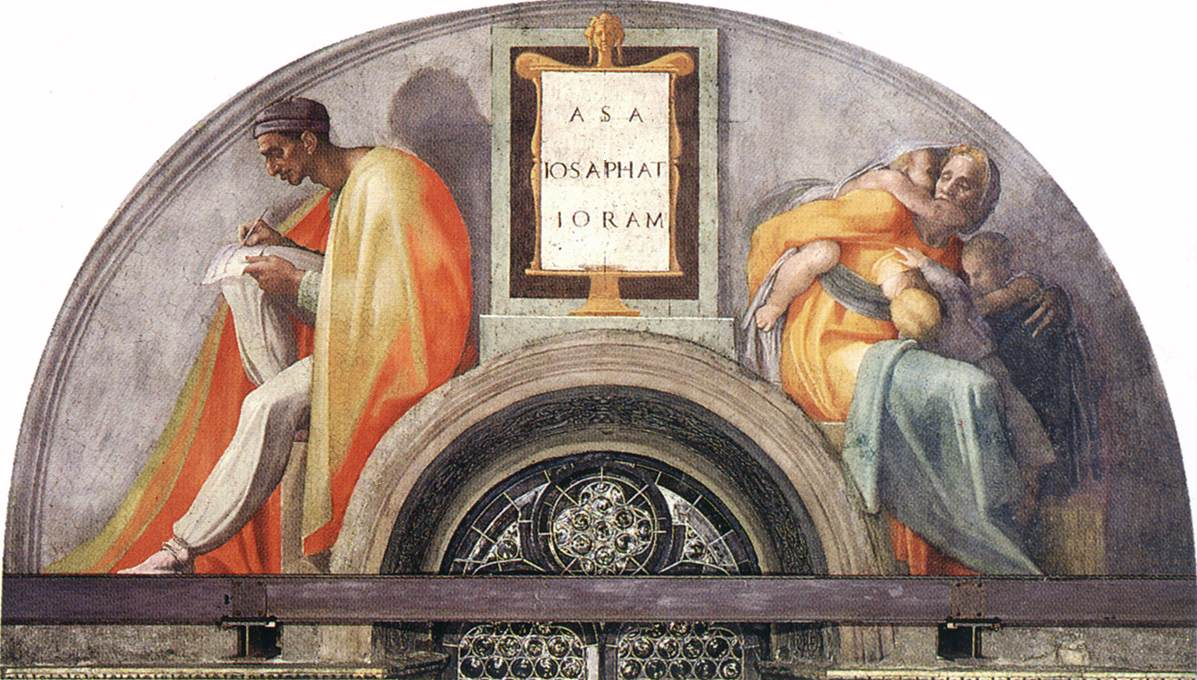
Asaf, Giosafat e Ioram
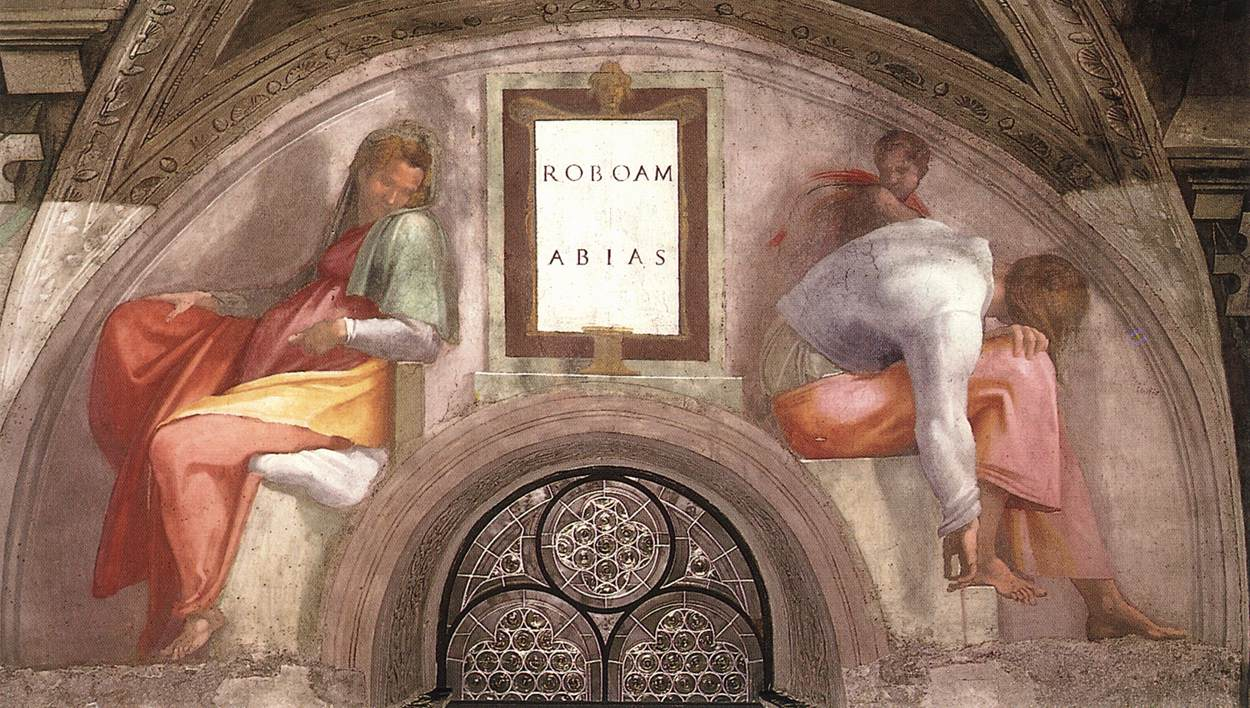
Roboamo e Abia
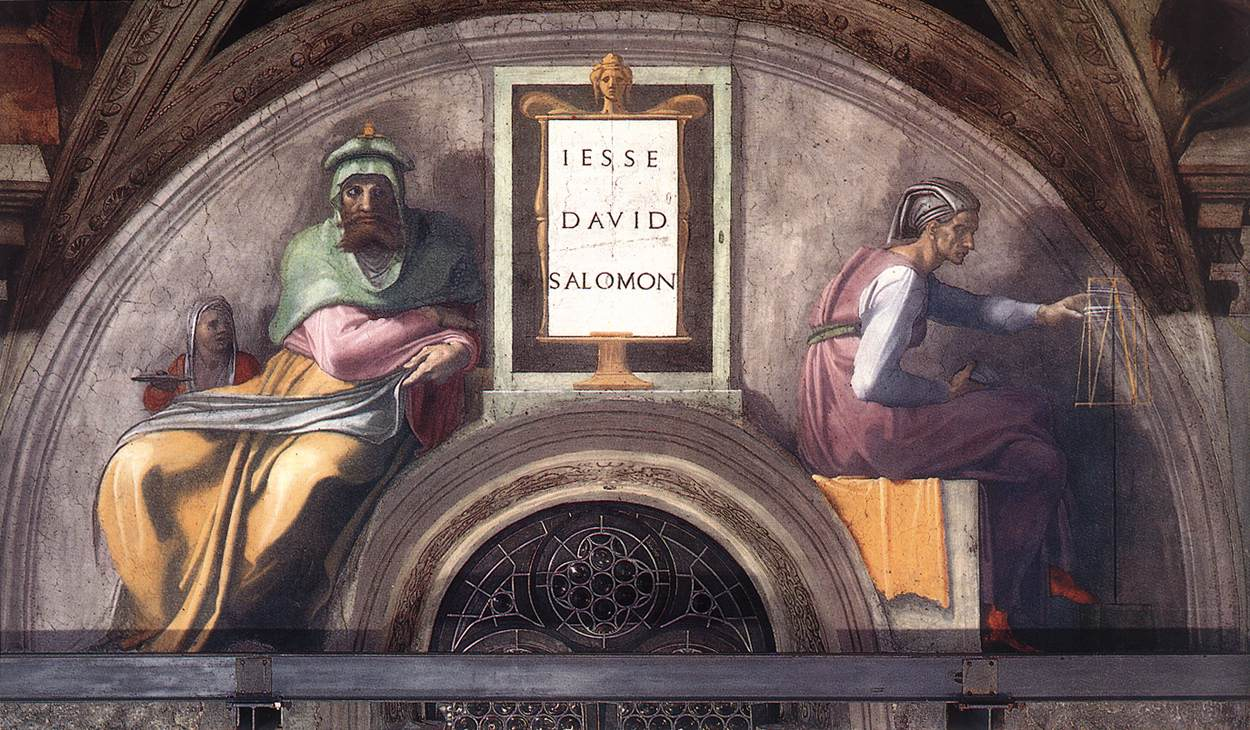
Iesse, Davide e Salomone
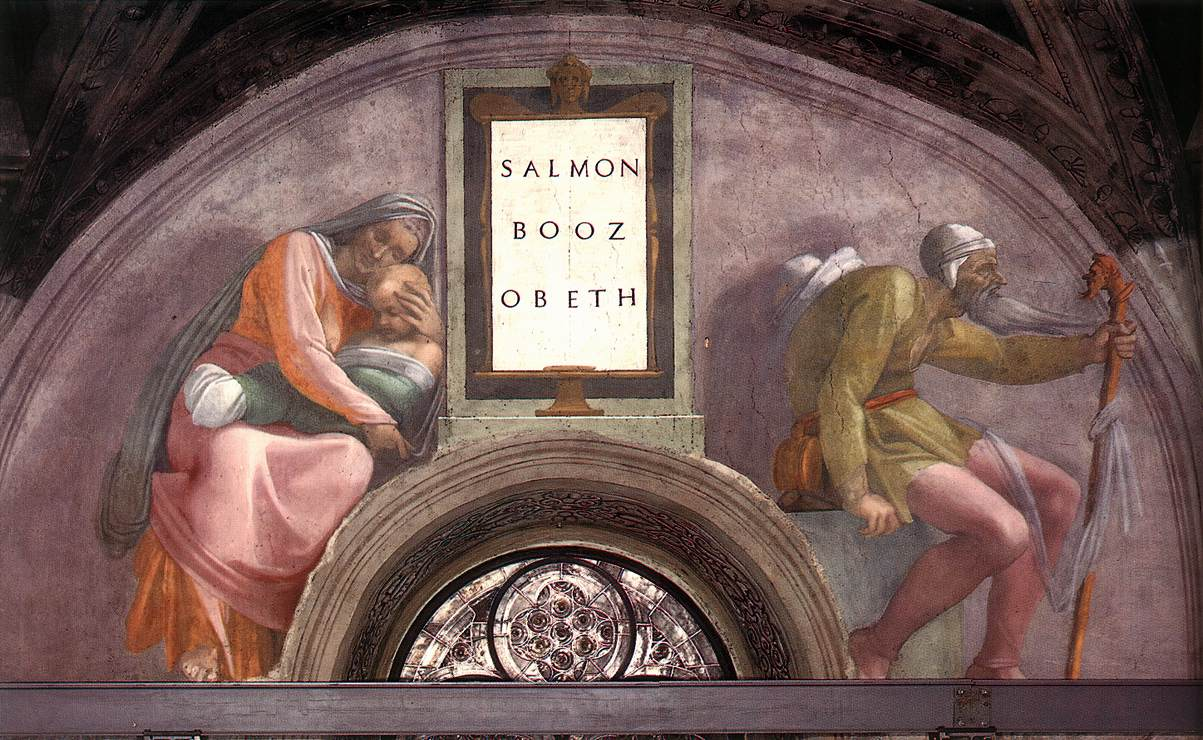
Salmòn, Booz e Obed
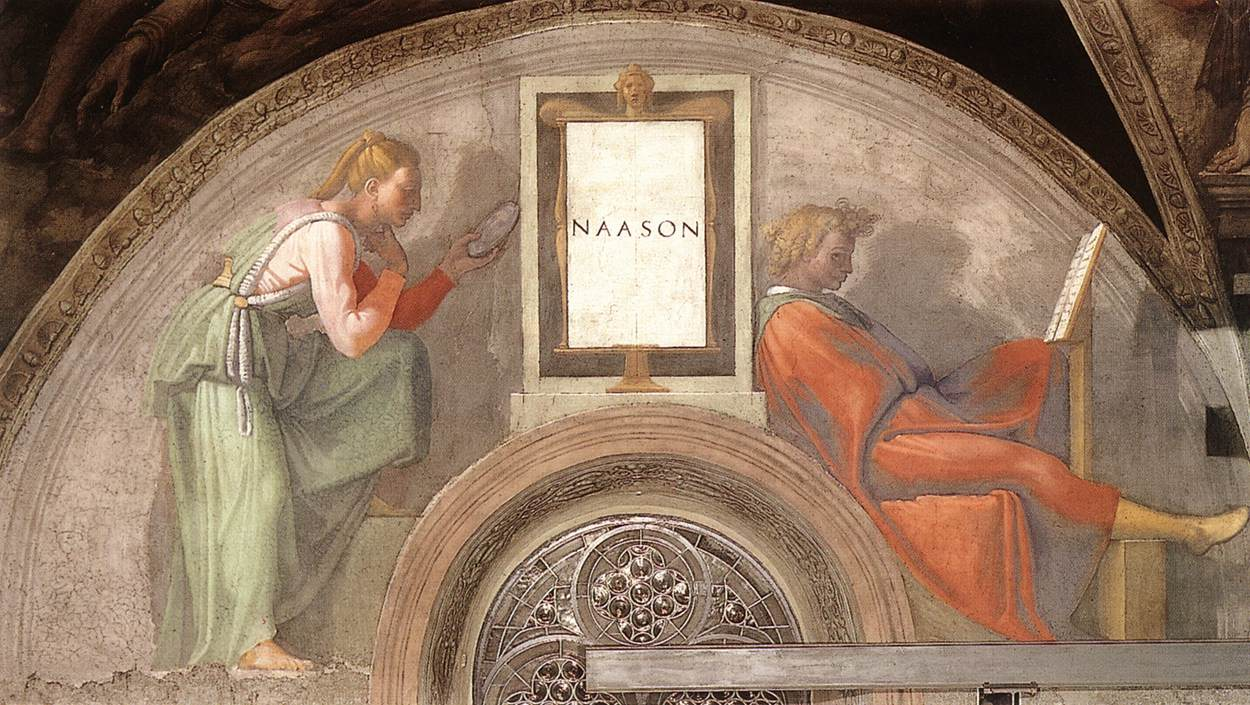
Naasson
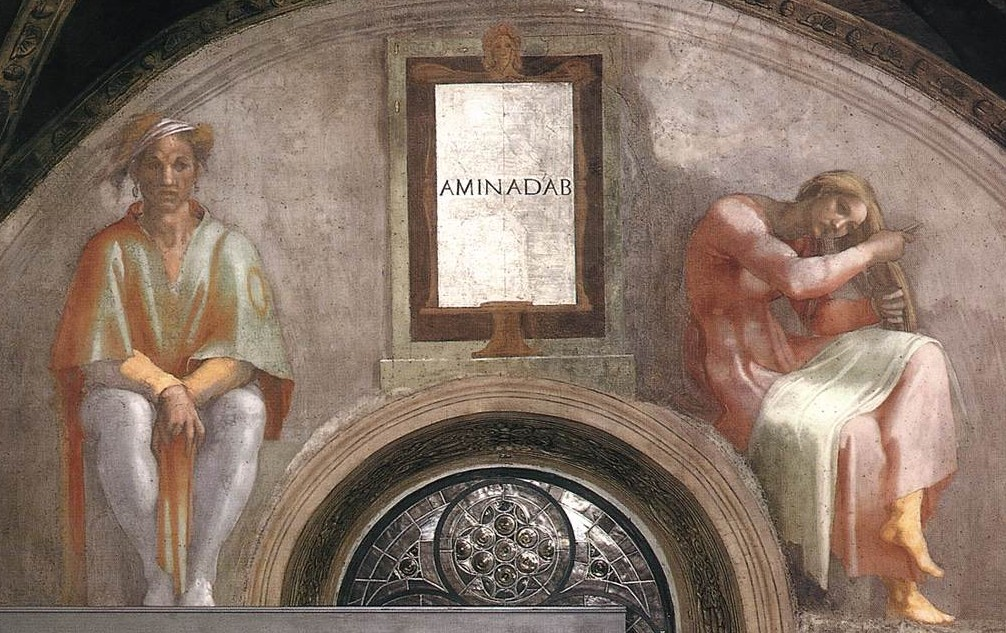
Aminadab